# Llista de monuments de Sóller
Llista de monuments de Sóller catalogats pel consell insular de Mallorca com a Béns d'Interès Cultural en la categoria de monuments pel seu interès històric, artístic, arquitectònic, arqueològic, històric-industrial, etnològic, social, científic o tècnic.
| Monument                                                              | Tipus                                            | Localització                                                                   | Coordenades                                          | Codi?         | Imatge |
| --------------------------------------------------------------------- | ------------------------------------------------ | ------------------------------------------------------------------------------ | ---------------------------------------------------- | ------------- | --- |
| Església parroquial de Sant Bartomeu de Sóller                        | Edif. religiosos Barroc, modernista              | Sóller Plaça de la Constitució, 22                                             | 39° 45′ 58″ N, 2° 42′ 56″ E / 39.766128°N,2.71542°E  | RI-51-0011138 | Església parroquial de Sant Bartomeu de Sóller · Vegeu més fotos d'aquest monument · Carregueu una nova foto d'aquest monument |
| Creu des Convent                                                      | Creus de terme                                   | Sóller Placeta de Francesc Saltor, a les escales del convent dels Sagrats Cors | 39° 45′ 45″ N, 2° 42′ 40″ E / 39.762621°N,2.711014°E | RI-51-0010416 | Creu des Convent (Sóller) · Vegeu més fotos d'aquest monument · Carregueu una nova foto d'aquest monument                      |
| Creu del Pont d'en Barona                                             | Creus de terme                                   | Sóller Carrer de la Mar - carreró d'en Figa                                    | 39° 46′ 21″ N, 2° 42′ 28″ E / 39.772599°N,2.707834°E | RI-51-0010414 | Carregueu una nova foto d'aquest monument                                                                                      |
| Creu de s'Alqueria des Comte                                          | Creus de terme                                   | Sóller Pont de s'Alqueria des Comte                                            | 39° 46′ 07″ N, 2° 43′ 27″ E / 39.768690°N,2.724240°E | RI-51-0010417 | Creu de s'Alqueria des Comte (Sóller) · Vegeu més fotos d'aquest monument · Carregueu una nova foto d'aquest monument          |
| Creu del Port                                                         | Creus de terme                                   | Sóller Davant l'oratori de Santa Caterina d'Alexandria                         | 39° 47′ 52″ N, 2° 41′ 30″ E / 39.797854°N,2.691593°E | RI-51-0010415 | Creu del Port (Sóller) · Vegeu més fotos d'aquest monument · Carregueu una nova foto d'aquest monument                         |
| Creu des Coll                                                         | Creus de terme                                   | Sóller Carretera del coll de Sóller                                            | 39° 44′ 10″ N, 2° 41′ 22″ E / 39.736075°N,2.689360°E | RI-51-0010413 | Creu des Coll (Sóller) · Vegeu més fotos d'aquest monument · Carregueu una nova foto d'aquest monument                         |
| Banc de Sóller                                                        | Edif. comercials Joan Rubió Bellver, 1909-1912   | Sóller Plaça de la Constitució, 21                                             | 39° 45′ 58″ N, 2° 42′ 56″ E / 39.766227°N,2.715632°E | RI-51-0010615 | Banc de Sóller (Sóller) · Vegeu més fotos d'aquest monument · Carregueu una nova foto d'aquest monument                        |
| Can Prunera, o Can Magraner                                           | Edif. residencials Joan Rubió Bellver, 1909-1911 | Sóller Carrer de la Lluna, 86 i 90                                             | 39° 46′ 04″ N, 2° 43′ 07″ E / 39.767848°N,2.718488°E | RI-51-0010614 | Can Prunera (Sóller) · Vegeu més fotos d'aquest monument · Carregueu una nova foto d'aquest monument                           |
| Sa Canova                                                             | Arq. defensiva                                   | Sóller Carretera de Sóller a Deià                                              | 39° 46′ 11″ N, 2° 40′ 01″ E / 39.769723°N,2.666872°E | RI-51-0008523 | Carregueu una nova foto d'aquest monument                                                                                      |
| Castell del Port de Sóller o Torre des Port                           | Arq. defensiva                                   | Sóller Platja d'en Repic, Port de Sóller                                       | 39° 47′ 28″ N, 2° 41′ 43″ E / 39.791058°N,2.69519°E  | RI-51-0008519 | Torre des Port (Sóller) · Carregueu una nova foto d'aquest monument                                                            |
| Muleta Gran                                                           | Arq. defensiva                                   | Sóller Muleta                                                                  | 39° 47′ 03″ N, 2° 40′ 51″ E / 39.784141°N,2.680768°E | RI-51-0008521 | Carregueu una nova foto d'aquest monument                                                                                      |
| Possessió des Port                                                    | Arq. defensiva                                   | Sóller Carrer de Belles Etapes, Port de Sóller                                 | 39° 47′ 46″ N, 2° 42′ 00″ E / 39.796214°N,2.700037°E | RI-51-0008522 | Possessió des Port (Sóller) · Vegeu més fotos d'aquest monument · Carregueu una nova foto d'aquest monument                    |
| Torre Picada                                                          | Arq. defensiva                                   | Sóller Port de Sóller                                                          | 39° 48′ 23″ N, 2° 41′ 51″ E / 39.806264°N,2.697444°E | RI-51-0008518 | Torre Picada (Sóller) · Vegeu més fotos d'aquest monument · Carregueu una nova foto d'aquest monument                          |
| Barranc de Biniaraix / Cova de ses Alfabies                           | Monument arqueològic                             | Sóller                                                                         | 39° 46′ 27″ N, 2° 40′ 40″ E / 39.774121°N,2.677745°E | RI-51-0002954 | Carregueu una nova foto d'aquest monument                                                                                      |
| Barranc de Biniaraix / Cova de s'Alova                                | Monument arqueològic                             | Sóller                                                                         | 39° 45′ 58″ N, 2° 41′ 01″ E / 39.765983°N,2.683656°E | RI-51-0002955 | Carregueu una nova foto d'aquest monument                                                                                      |
| Restes prehistòriques des Ben d'Avall / Ermita del Pare Catany        | Monument arqueològic                             | Sóller                                                                         | 39° 46′ 42″ N, 2° 40′ 47″ E / 39.778452°N,2.679816°E | RI-51-0002956 | Carregueu una nova foto d'aquest monument                                                                                      |
| Habitació prehistòrica de Ca na Lluïsa                                | Monument arqueològic                             | Sóller                                                                         | 39° 47′ 55″ N, 2° 42′ 29″ E / 39.798484°N,2.708107°E | RI-51-0002957 | Carregueu una nova foto d'aquest monument                                                                                      |
| Cova de Can Massac                                                    | Monument arqueològic                             | Sóller                                                                         | 39° 46′ 48″ N, 2° 42′ 25″ E / 39.780064°N,2.706935°E | RI-51-0002958 | Carregueu una nova foto d'aquest monument                                                                                      |
| Cova de Can Soler                                                     | Monument arqueològic                             | Sóller                                                                         | 39° 46′ 57″ N, 2° 42′ 29″ E / 39.782571°N,2.708186°E | RI-51-0002959 | Carregueu una nova foto d'aquest monument                                                                                      |
| Turó fortificat de Can Tamany / Cas Pagès /Sa Roca Roja               | Monument arqueològic                             | Sóller                                                                         | 39° 47′ 02″ N, 2° 42′ 15″ E / 39.783949°N,2.704046°E | RI-51-0002960 | Carregueu una nova foto d'aquest monument                                                                                      |
| Habitació prehistòrica de Cas Bernats                                 | Monument arqueològic                             | Sóller                                                                         | 39° 47′ 54″ N, 2° 42′ 54″ E / 39.798221°N,2.715070°E | RI-51-0002961 | Carregueu una nova foto d'aquest monument                                                                                      |
| Cova de Can Don                                                       | Monument arqueològic                             | Sóller                                                                         |                                                      | RI-51-0002962 | Carregueu una nova foto d'aquest monument                                                                                      |
| Sa Coma / Cova des Negret                                             | Monument arqueològic                             | Sóller                                                                         | 39° 45′ 22″ N, 2° 43′ 41″ E / 39.756229°N,2.727956°E | RI-51-0002963 | Carregueu una nova foto d'aquest monument                                                                                      |
| Cova de ses Copis / Port de Sóller                                    | Monument arqueològic                             | Sóller                                                                         | 39° 48′ 21″ N, 2° 42′ 34″ E / 39.805803°N,2.709513°E | RI-51-0002964 | Carregueu una nova foto d'aquest monument                                                                                      |
| Habitació prehistòrica de Costa d'en Flassada / L'Horta               | Monument arqueològic                             | Sóller                                                                         | 39° 46′ 26″ N, 2° 42′ 58″ E / 39.773960°N,2.716092°E | RI-51-0002965 | Carregueu una nova foto d'aquest monument                                                                                      |
| Cova de Muleta / Bens d'Avall                                         | Monument arqueològic                             | Sóller                                                                         | 39° 46′ 55″ N, 2° 40′ 03″ E / 39.781858°N,2.667363°E | RI-51-0002966 | Carregueu una nova foto d'aquest monument                                                                                      |
| Cova des Pas de na Maria                                              | Monument arqueològic                             | Sóller                                                                         |                                                      | RI-51-0002967 | Carregueu una nova foto d'aquest monument                                                                                      |
| S'Olivar des Fenàs                                                    | Monument arqueològic                             | Sóller                                                                         | 39° 46′ 29″ N, 2° 43′ 16″ E / 39.774765°N,2.721110°E | RI-51-0002968 | Carregueu una nova foto d'aquest monument                                                                                      |
| Conjunt prehistòric des Puig d'en Canals                              | Monument arqueològic                             | Sóller                                                                         | 39° 46′ 47″ N, 2° 42′ 34″ E / 39.779710°N,2.709471°E | RI-51-0002969 | Conjunt prehistòric des Puig d'en Canals (Sóller) · Modifica el valor a Wikidata · Carregueu una nova foto d'aquest monument   |
| Necròpoli des Puig d'en Mora / L'Horta                                | Monument arqueològic                             | Sóller                                                                         | 39° 46′ 50″ N, 2° 42′ 28″ E / 39.780517°N,2.707891°E | RI-51-0002970 | Carregueu una nova foto d'aquest monument                                                                                      |
| Cova des Pujol d'en Banya / Cova d'en Punyal                          | Monument arqueològic                             | Sóller                                                                         | 39° 45′ 28″ N, 2° 42′ 14″ E / 39.757873°N,2.703796°E | RI-51-0002971 | Carregueu una nova foto d'aquest monument                                                                                      |
| Cova des Racó d'en Vives / Cova de sa Cigala / Biniaraix              | Monument arqueològic                             | Sóller                                                                         | 39° 45′ 38″ N, 2° 44′ 00″ E / 39.760693°N,2.733367°E | RI-51-0002972 | Carregueu una nova foto d'aquest monument                                                                                      |
| Talaiot de sa Roca Rotja                                              | Monument arqueològic                             | Sóller                                                                         | 39° 46′ 59″ N, 2° 42′ 06″ E / 39.783033°N,2.701633°E | RI-51-0002973 | Carregueu una nova foto d'aquest monument                                                                                      |
| Necròpoli de ses Tanques de Can Serra / Es Pujol                      | Monument arqueològic                             | Sóller                                                                         | 39° 45′ 48″ N, 2° 43′ 30″ E / 39.763259°N,2.724939°E | RI-51-0002974 | Carregueu una nova foto d'aquest monument                                                                                      |
| Restes prehistòriques des Teix / Ses Talaies                          | Monument arqueològic                             | Sóller                                                                         |                                                      | RI-51-0002975 | Carregueu una nova foto d'aquest monument                                                                                      |
| Restes prehistòriques de Son Angelats / Can Coll                      | Monument arqueològic                             | Sóller                                                                         | 39° 46′ 06″ N, 2° 42′ 10″ E / 39.768239°N,2.702794°E | RI-51-0002976 | Carregueu una nova foto d'aquest monument                                                                                      |
| Restes prehistòriques de Son Angelats / Ca l'Amic                     | Monument arqueològic                             | Sóller                                                                         | 39° 46′ 05″ N, 2° 42′ 10″ E / 39.768169°N,2.702794°E | RI-51-0002977 | Carregueu una nova foto d'aquest monument                                                                                      |
| Restes prehistòriques de sa Vinyasa / Claper dels Gentils / Can Muana | Monument arqueològic                             | Sóller                                                                         | 39° 46′ 20″ N, 2° 43′ 45″ E / 39.772189°N,2.729189°E | RI-51-0002978 | Carregueu una nova foto d'aquest monument                                                                                      |